# Lakhanpur (Jhapa)
Lakhanpur (nepalski: लखनपुर) – gaun wikas samiti we wschodniej części Nepalu w strefie Meći w dystrykcie Jhapa. Według nepalskiego spisu powszechnego z 2001 roku liczył on 2723 gospodarstw domowych i 13911 mieszkańców (7196 kobiet i 6715 mężczyzn).